# Фолі (Міннесота)
Фолі (англ. Foley) — місто (англ. city) в США, в окрузі Бентон штату Міннесота. Населення — 2711 особа (2020).

## Географія
Фолі розташоване за координатами 45°39′49″ пн. ш. 93°54′35″ зх. д. / 45.66361° пн. ш. 93.90972° зх. д. (45.663640, -93.909860).  За даними Бюро перепису населення США в 2010 році місто мало площу 6,49 км², уся площа — суходіл.

## Демографія
Згідно з переписом 2010 року, у місті мешкали 2603 особи в 964 домогосподарствах у складі 631 родини. Густота населення становила 401 особа/км².  Було 1038 помешкань (160/км²).
Расовий склад населення:
| - 97,7 % — білих - 0,8 % — чорних або афроамериканців - 0,3 % — корінних американців - 0,1 % — азіатів |

До двох чи більше рас належало 1,0 %. Частка іспаномовних становила 0,8 % від усіх жителів.
За віковим діапазоном населення розподілялося таким чином: 29,0 % — особи молодші 18 років, 56,6 % — особи у віці 18—64 років, 14,4 % — особи у віці 65 років та старші. Медіана віку мешканця становила 31,6 року. На 100 осіб жіночої статі у місті припадало 96,5 чоловіків;  на 100 жінок у віці від 18 років та старших — 91,3 чоловіків також старших 18 років.
Середній дохід на одне домашнє господарство  становив 58 247 доларів США (медіана — 52 264), а середній дохід на одну сім'ю — 68 122 долари (медіана — 66 146). Медіана доходів становила 36 938 доларів для чоловіків та 37 061 долар для жінок. За межею бідності перебувало 12,4 % осіб, у тому числі 14,0 % дітей у віці до 18 років та 24,6 % осіб у віці 65 років та старших.
Цивільне працевлаштоване населення становило 1209 осіб. Основні галузі зайнятості: освіта, охорона здоров'я та соціальна допомога — 23,7 %, виробництво — 17,7 %, будівництво — 11,9 %, роздрібна торгівля — 9,7 %.